# Traismauer
Traismauer je město v Rakousku, ve spolkové zemi Dolní Rakousko, v okrese St. Pölten, vzdálené přibližně 50 kilometrů západně od Vídně. Leží na řece Dunaji.

## Historie
Město bylo založeno Římany a některé římské stavby se dochovaly dodnes. V červenci 2021 byly archeologické lokality ve městě spojené s Římskou říší společně s dalšími místy na Slovensku, v Rakousku a Německu zapsána na seznam světového dědictví UNESCO pod společným názvem „Hranice Římské říše - Dunajský limes (západní část)“.
Vývoj počtu obyvatel:
| Rok  | Počet obyvatel |
| ---- | -------------- |
| 1869 | 3240           |
| 1880 | 3773           |
| 1890 | 3853           |
| 1900 | 3980           |
| 1910 | 4000           |
| 1923 | 3925           |
| 1934 | 4054           |
| 1939 | 3904           |
| 1951 | 4839           |
| 1961 | 5115           |
| 1971 | 5360           |
| 1981 | 5160           |
| 1991 | 5137           |
| 2001 | 5618           |
| 2011 | 5912           |